# Segundo Planalto Paranaense

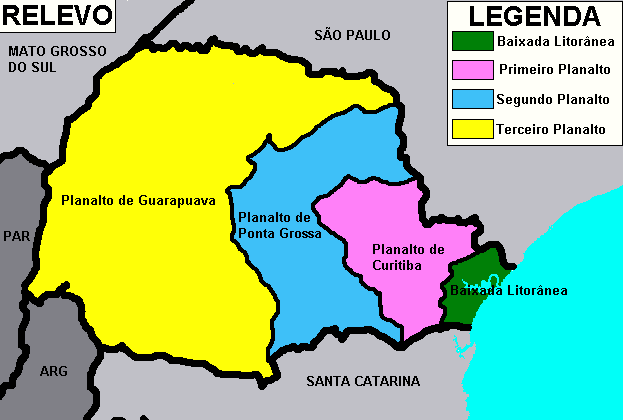
Segundo Planalto Paranaense (blau)

Segundo Planalto Paranaense (auch Ponta-Grossa-Hochebene) ist die lokale Bezeichnung für eine Periphere Depression des Planalto Meridional oder Planalto das Araucárias, der auch als Campos Gerais do Paraná bekannt ist. Der Planalto Meridional erstreckt sich über den größten Teil Südbrasiliens. Hier führen die unterschiedlichen Verwitterungsgeschwindigkeiten von Basalt und Sandstein zur Bildung von Schichtstufen. Die Schichtstufen werden lokal auch Serras genannt.

## Lage
Die Ponta-Grossa-Hochebene durchzieht Paraná in einem sichelförmigen, bis zu etwa 150 km breiten und knapp 400 km langen Bogen vom Rio Itararé im Nordosten bis zum Rio Negro im Süden.
Der Übergang zum Terceiro Planalto Paranaense wird am nördlichen und westlichen Rand von der Wand der Serra Geral definiert, die zur basaltischen dritten Hochebene hinaufführt. Die Serra Geral trägt in Paraná den Namen Serra da Esperança. Zu ihr gehören unter anderem die Gebirgszüge Serra do Cadeado, Serra dos Macacos, Serra do Leão, Serra da Bufadeira oder Serra Fria.
Gemäß der geologischen Karte von Reinhard Maack markieren die Hauptorte folgender Munizipien unterhalb des Osthangs der Serra Geral die westliche und nördliche Grenze der Ponta-Grossa-Hochebene (von Süd nach Nord): União da Vitória, Paula Freitas, Paulo Frontin, Mallet, Rio Azul, Prudentópolis, Cândido de Abreu, Faxinal, Rio Bom, São Jerônimo da Serra, Conselheiro Mairinck, Santo Antônio da Platina, Jacarezinho und Ribeirão Claro.
Zum Primeiro Planalto Paranaense ist die Ponta-Grossa-Hochebene durch die Escarpa Devoniana abgegrenzt. Sie wird von Gebirgszügen wie Serrinha, Serra de São Luiz do Purunã, Serra Santana, Serra das Almas, Serra de Itaiacoca, Serra São Joaquim, Serra de Taquara oder Serra de Furnas gebildet. Die Escarpa Devoniana ist als Área de Proteção Ambiental da Escarpa Devoniana unter Schutz gestellt.
Die Hauptorte folgender Munizipien westlich der Escarpa Devoniana markieren die Grenze der Ponta-Grossa-Hochebene zum Primeiro Planalto Paranaense (von Süd nach Nord): Rio Negro, Lapa, Palmeira, Ponta Grossa, Carambeí, Jaguariaíva und Sengés.

## Geländeform
Die Ponta-Grossa-Hochebene weist sanfte Geländeformen auf. Sie ist leicht nach Westen geneigt. An ihrem östlichen Rand erreicht sie eine Höhe von 1.200 Metern. An den Hängen der Serra Geral im Westen sind es nur noch 500 Meter.

## Böden und Gestein

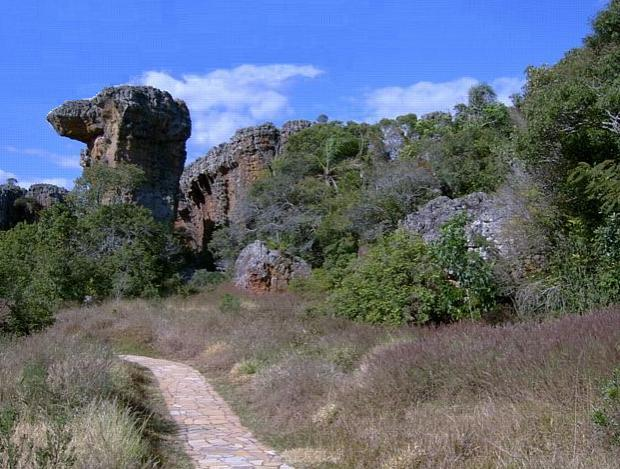
Das Kamel: Sandsteinformation in Vila Velha im Munizip Ponta Grossa

Die Ponta-Grossa-Hochebene entstand auf Böden aus dem Paläozoikum, die im Prinzip aus Sedimentgestein des Paraná-Beckens bestehen. Vorwiegende Gesteine sind Sandstein (zum Beispiel in Vila Velha und auf der Serra de Furnas), Schiefer, Bitumen und Kohle.

## Klima

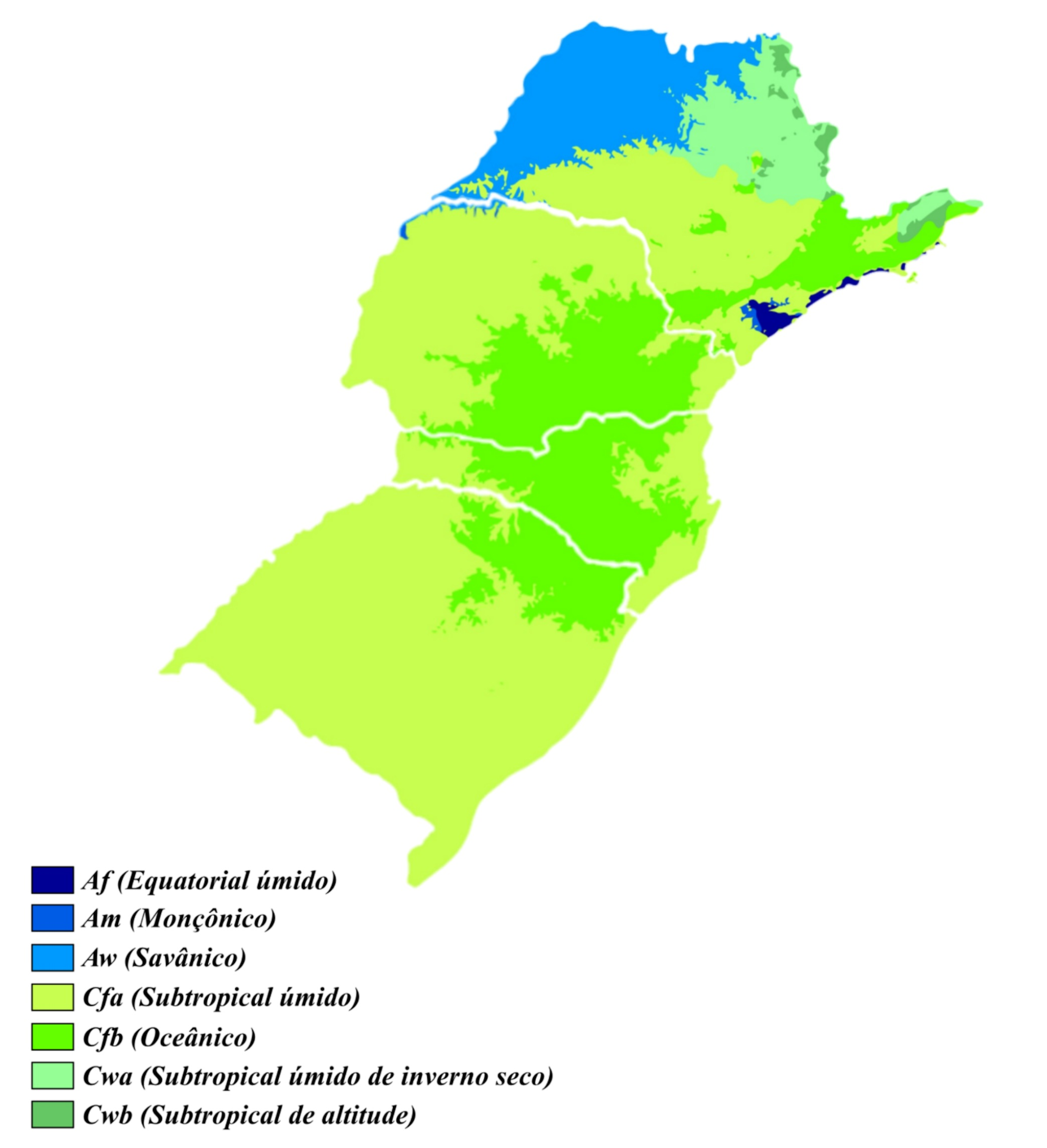
Klimaklassifikation nach Köppen-Geiger für Südbrasilien

Auf dem Gebiet der Ponta-Grossa-Hochebene herrscht gemäßigt warmes Klima (Cfb nach Köppen und Geiger) mit Niederschlägen über das ganze Jahr und heißen Sommern. Die Temperaturen liegen im Jahresmittel um die 18 °C, die jährlichen Niederschlagsmengen erreichen bis zu 1.700 mm.

## Gewässer
Drei große Flüsse entwässern die Ponta-Grossa-Hochebene. Der Rio Iguaçu tritt bei Porto Amazonas in die Hochebene ein. Er durchquert sie von Ost nach West und verlässt sie wieder bei União da Vitória. In diesem Teilstück wurde er Ende des 19. und in der ersten Hälfte des 20. Jahrhunderts von Dampfschiffen befahren. Bei seinen Durchbrüchen durch die Escarpa Devoniana im Osten und die Serra Geral im Westen wird Schifffahrt durch Stromschnellen verhindert.
Die Quellflüsse Rio dos Patos und Rio São João des Rio Ivaí entspringen am Ostabhang der Serra da Esperança südlich von Prudentópolis auf 950 m Höhe. Sie fließen parallel zur Serra bis zu ihrem Durchbruch bei Faxinal in Richtung Norden.
Der Rio Tibaji entspringt am Ostabhang der Serra das Almas auf 1.100 m Höhe zwischen Campo Largo, Palmeira und Ponta Grossa im Süden. Er fließt bis zum Durchbruch der Serra Geral bei São Jerônimo da Serra durch die Mitte der Hochebene parallel zu deren Verlauf.